# Hypena nasutalis
Hypena nasutalis là một loài bướm đêm trong họ Erebidae.